# Обилурд
Обилурд (тадж. Обилурд) — село (тадж. деҳа) в Нурабадском районе Республики Таджикистан. Административно относится к сельской общине Хумдон.
Расстояние от села до центра района (пгт Дарбанд) — 2 км, до центра общины (село Хумдон) — 2 км.
Население — 2414 человек (2017 г.), таджики.